# Gäddsjön (Kila socken, Södermanland)
Gäddsjön är en sjö i Nyköpings kommun i Södermanland och ingår i Kilaåns huvudavrinningsområde. Sjön är 1 meter djup, har en yta på 0,03 kvadratkilometer och är belägen 66,1 meter över havet.